# Тут, на моїй землі
«Тут, на моїй землі» («Здесь, на моей земле») — радянський художній фільм 1979 року, знятий режисером Анатолій Чемодуровим і Володимиром Досталем на кіностудії «Мосфільм».

## Сюжет
Широкоформатний фільм про життєвий шлях вченого-селекціонера академіка І. П. Луговенка. Академік-селекціонер Луговенко створив сорт пшениці, який не боїться капризів природи та дає високі врожаї. Академік згадує своє життя, як приїхав сюди молодим і залишився назавжди, як молоденька практикантка стала його дружиною, як тут від ворожого снаряда загинув їхній син. Друзі та соратники не залишили його у скрутну хвилину, і тепер, у момент його перемоги, вони теж поряд із ним

## У ролях
- Володимир Сєдов — Луговенко
- Валерія Заклунна — Віра Михайлівна
- В'ячеслав Говалло — Михайло Назаров
- Гаррі Дунц — Хохлачов
- Станіслав Гронський — Федір
- Микола Волков — Макар
- Іван Лапиков — Тихон Луговенко
- Михайло Кокшенов — Степан Луговенко
- Валентина Владимирова — мати Назарова
- Микола Шутько — Василь Сидорович
- Маргарита Жарова — секретарка
- Тетяна Божок — лаборантка, фітопатолог
- Валеріан Виноградов — секретар Хохлачова
- Олександр Іванов — кореспондент
- Віктор Чеботарьов — Паша
- Лідія Тюріна — епізод
- Георгій Шапошников — епізод
- Володимир Сверба — епізод
- Георгій Всеволодов — канадець
- Ігор Бучко — епізод
- Олена Вольська — епізод

## Знімальна група
- Режисери — Анатолій Чемодуров, Володимир Досталь
- Сценарист — Борис Привалов
- Оператори — Юрій Авдєєв, Володимир Фрідкін
- Композитор — Євген Дога
- Художник — Костянтин Форостенко